# Spui (Zeeland)
Spui ist ein Dorf in der Gemeinde Terneuzen innerhalb der Provinz Zeeland. Es liegt 27 km südöstlich von Vlissingen.
Es wird erstmals im Jahr 1549 als "ter Zouter Speye" erwähnt. Was eine Art Entlastungsschleuse bedeutet.
In 1941 wurde das Vereinsgebäude in eine reformierte Kirche umgebaut. Nachdem es im Jahr 1974 nicht mehr als diese benutzt wurde, entstand hier eine Freimaurerloge.

## Galerie

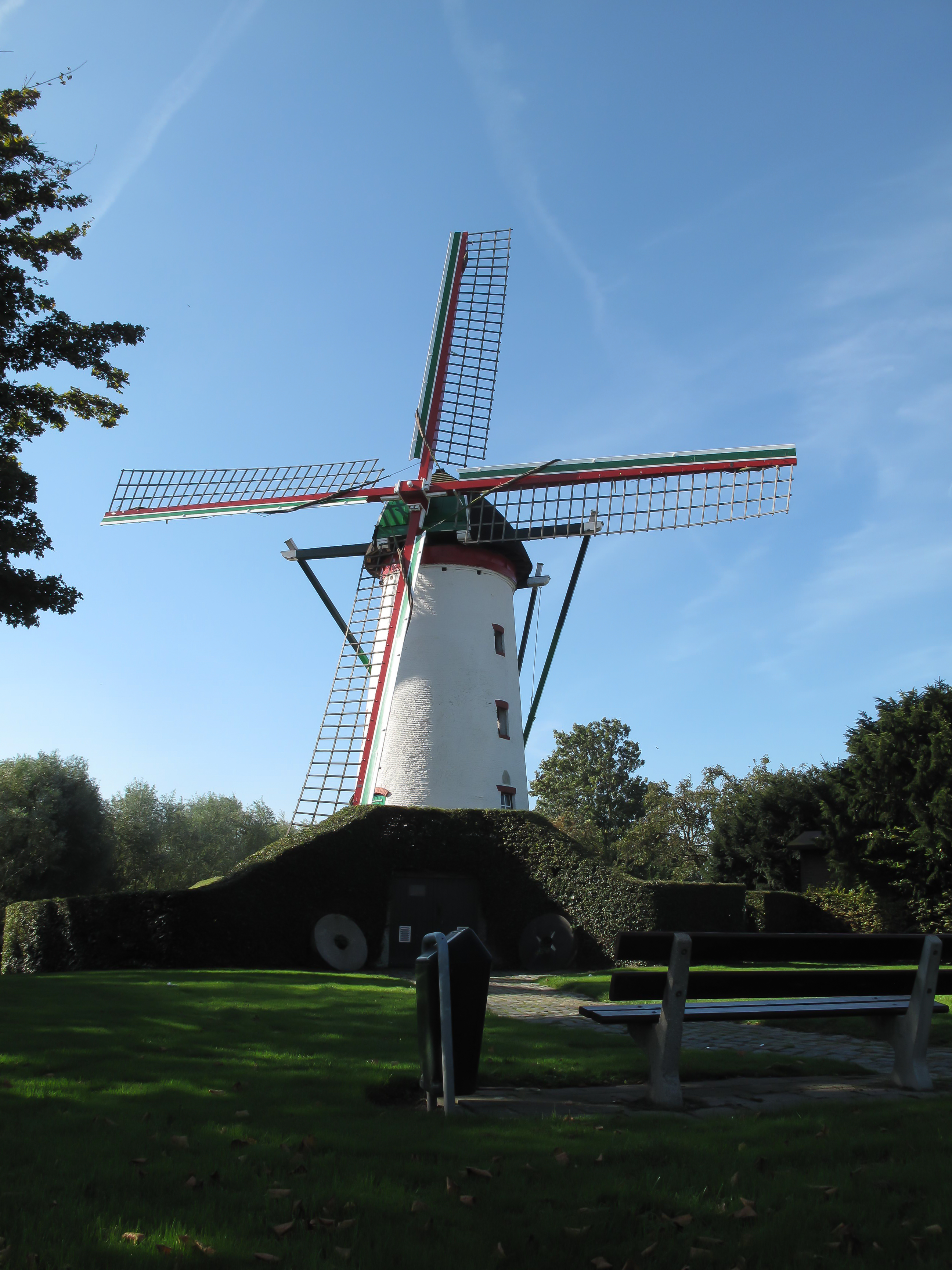
Windmühle: Eben Haëzer
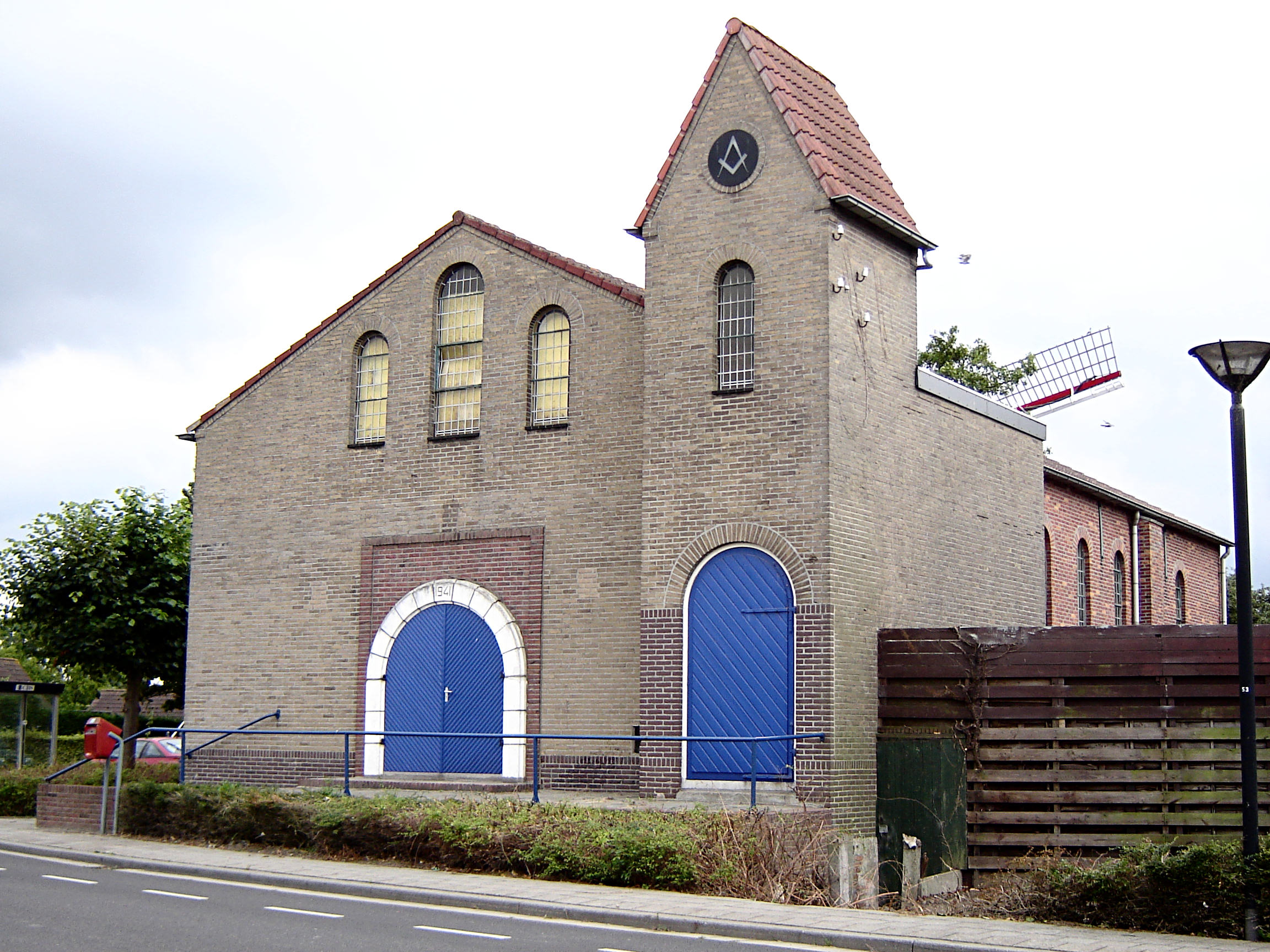
Frühere reformierte Kirche, heute eine Freimaurerloge